# Гидо Гезеле
Гидо Гезеле (на нидерландски: Guido Gezelle, МФА: [ˈɣidoː ɣəˈzɛlə]) (1 май 1830 – 27 ноември 1899) е фламандски поет, филолог, фолклорист, лирик, член на Кралската фламандска академия за език и литература, по професия католически свещеник. Владее 15 езика и е считан за един от най-добрите специалисти по старогермански текстове.
Поезията на Гезеле предизвиква революция във фламандската литература: в периода на господство на романтизма, Гезеле започва да пише свободни стихове. Гезеле е предвестник на станалия популярен 30 години по-късно ранен натурализъм.
Известни сборници със стихове на Гезеле са „Dichtoefningen“ (1858), „Kerkhofblommen“ (1858) и „Gedichten, Gesangen en Gebeden“ (1861). Основното им съдържание са идилични сцени от селския живот; натуралистичните, спиращи се на малките детайли описания на животните и природата, написани с ярки краски. Съвременната на Гезеле критика рязко го осъжда за разрушаването на традиционната поетическа форма, и Гезеле, в продължение на следващите 30 години, не пише нищо. Едва през 1880-те г., когато в Нидерландия възниква движението „De Nieuwe Gids“, a във Фландрия се появява групата „Van Nu en Straks“ (1893), Гезеле е признат за литературен водач и новатор.
После той издава още два тома със стихове: „Tijdkrans“ (1893) и „Rijmsnoer“ (1897), със старите теми. Гезеле създава школа на фламандски поети, в която най-голяма известност придобива Юго Верист (1840 – 1922).